# Sandra Rioboó
Sandra Adriana Rioboó (Lanús, 10 de agosto de 1963) es una política argentina, perteneciente al Frente Amplio Progresista.

## Historia
Entre 1989 y 1993 fue concejal de Lanús y luego diputada provincial. En 2007 accedió a la banca de diputada nacional que ocupó hasta el 10 de diciembre del 2011.
En octubre último fue candidata a senadora por el Frente Amplio Progresista (FAP) de Hermes Binner.
La legisladora fue segunda candidata a senadora de la lista de Binner que encabezó Jaime Linares, el ex intendente de Bahía Blanca y dirigente del GEN, que se quedó con la banca por la minoría de la provincia de Buenos Aires.
En noviembre de 2011 se la mencionó como posible candidata a suceder a Ernesto Sanz en la presidencia del Comité Nacional de la Unión Cívica Radical. Esta postulación contó con el respaldo del vicepresidente Julio Cobos, quien consideró la elección de nuevas autoridades partidarias como una oportunidad para sacar al partido del atolladero en que se encuentra tras los magros resultados obtenidos en las elecciones de 2011. 
Quienes promueven la postulación de Rioboó destacan como su principal capital la voluntad de recomponer la dañada relación de la UCR con sus "aliados históricos", en particular, el socialismo.